# Adicella clelia
Adicella clelia är en nattsländeart som beskrevs av Schmid 1994. Adicella clelia ingår i släktet Adicella och familjen långhornssländor. Inga underarter finns listade i Catalogue of Life.